# Hummer H3
L'Hummer H3 è un veicolo di tipo SUV prodotto dalla casa automobilistica statunitense AM General dal 2005 fino alla fine di maggio 2010 e terzo della linea Hummer.
Modello più piccolo della Hummer, disponibile sia come SUV a 5 porte o come pick-up a 4 porte noto come H3T. A differenza dei modelli H1 e H2, l'H3 non è stato sviluppato dalla AM General ma dalla General Motors sulla piattaforma GMT355 appositamente modificata, che è alla base dei pick-up Chevrolet Colorado e GMC Canyon anch'essi costruiti presso Shreveport in Louisiana e nello stabilimento di Port Elizabeth in Sudafrica. Sebbene meccanicamente derivato dai Colorado e Canyon, con essi condivide solo il 10% della componentistica, con il telaio che è stato modificato e rinforzato per il fuoristrada.

## Motori e versioni

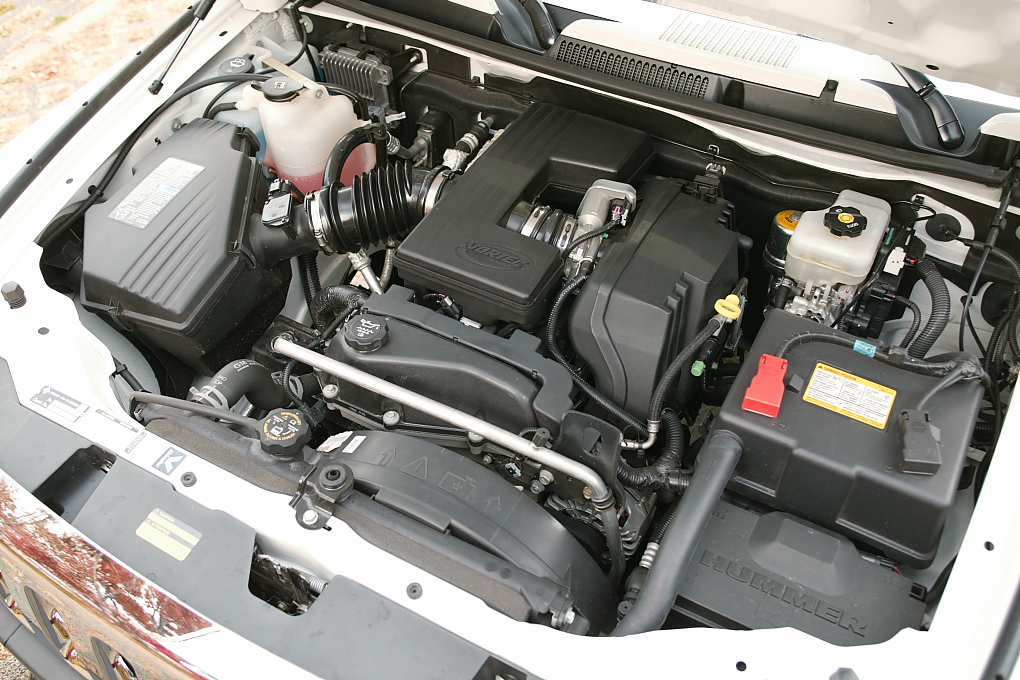
Motore 3500 L52

L'H3 è stato lanciato con un motore L52 a 5 cilindri in linea da 3,5 litri che produceva 220 CV (160 kW) e 305 Nm di coppia, accoppiato ad un cambio manuale Aisin AR5 a cinque marce o a un automatico a quattro marce Hydra-Matic 4L60-E. Nel 2007 questo motore è stato sostituito dal LLR da 3,7 litri che produceva 242 CV (180 kW) e 328 Nm di coppia, incrementati nel 2009 a 239 CV (178 kW) e 327 N⋅m.
Nel 2008 è stato aggiunto il modello Alpha dotato di un motore LH8 V8 da 5,3 litri che produce 300 CV (224 kW) e 434 Nm di coppia, disponibile esclusivamente con il cambio automatico.
Nel 2007 è stata introdotta un'edizione speciale chiamata H3X, che comprende cerchi cromati da 18 pollici, finiture cromate e una griglia in tinta con la carrozzeria.

## Tecnica e meccanica

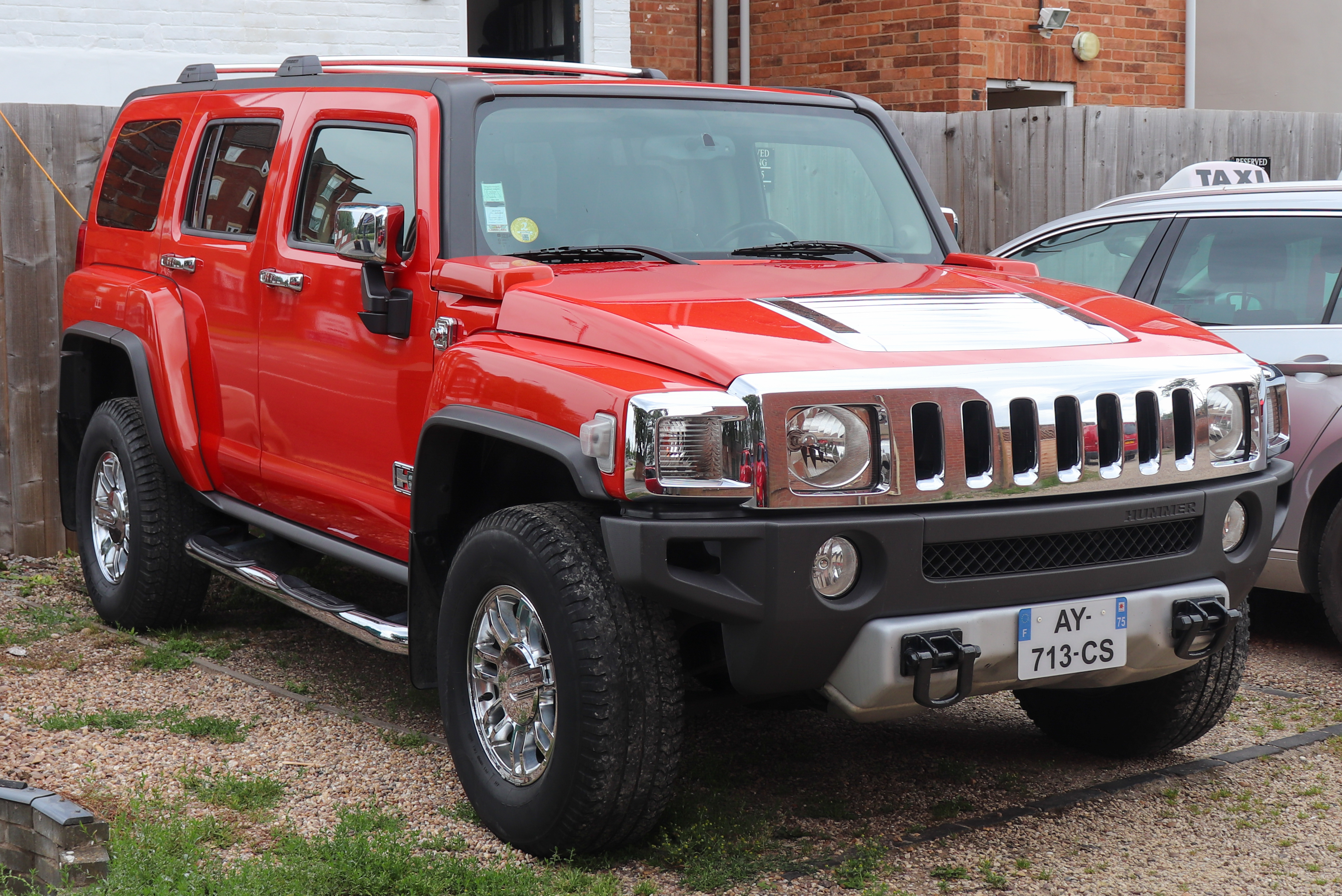
H3 Alpha V8 5,3 litri

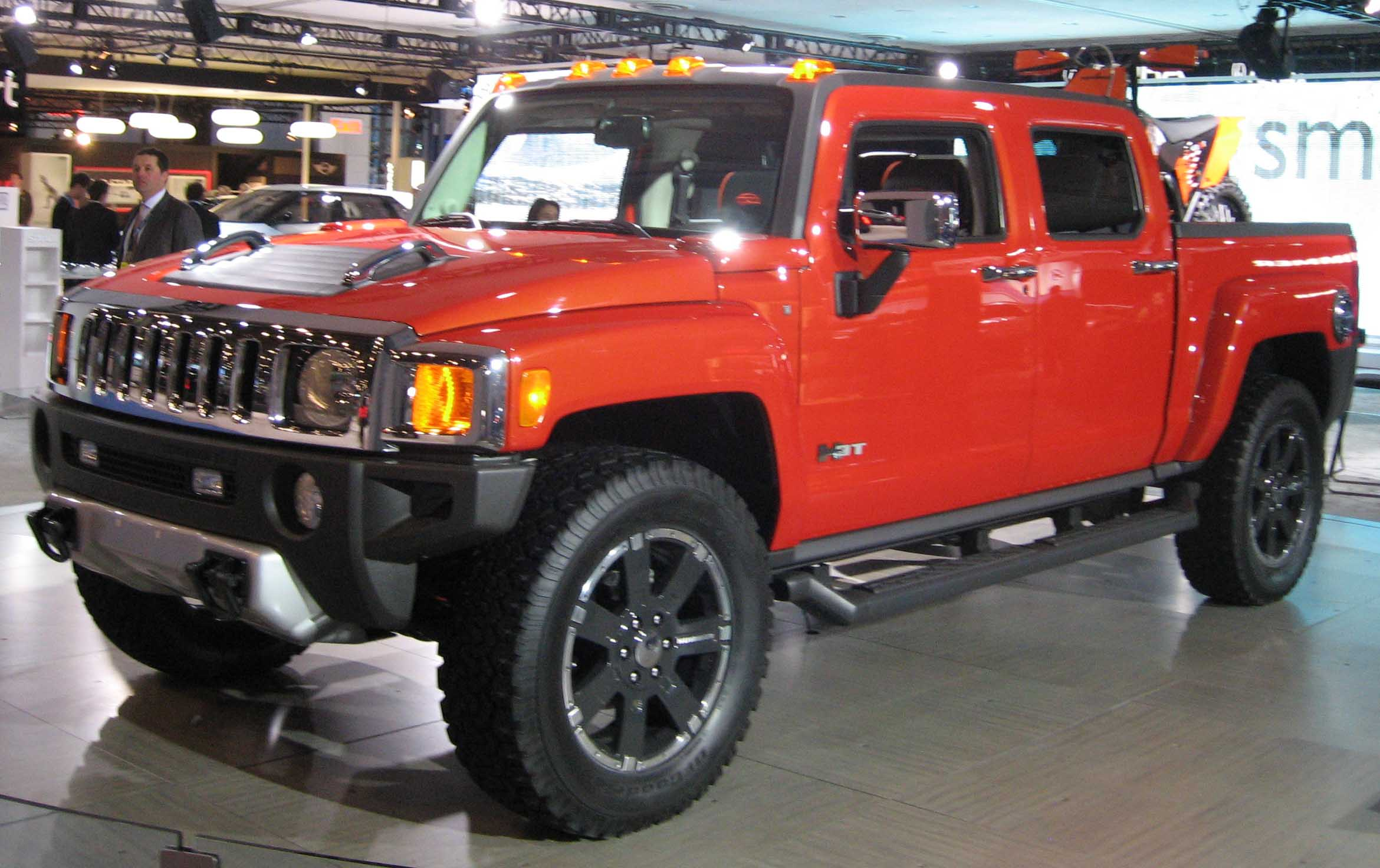
H3T

Hummer H3 è dotato di un sistema di trazione integrale permanente a due modalità controllato elettronicamente, che lo rende adatto sia alla guida su strada che fuoristrada. Come per Hummer H2, l'H3 ha una capacità di guado di 690 mm a una velocità di 5 mph (8,0 km/h) e 20 pollici (508 mm) ad una velocità di 20 mph (32 km/h). L'altezza da terra standard con pneumatici da 31 pollici è di 246 mm, mentre gli angoli di attacco, dosso e d'uscita sono rispettivamente di 37,4°, 34,7° e 22,1°. L'H3 è dotato di un sistema di controllo della trazione che può utilizzare i freni in maniera totalmente indipendente per arrestare lo slittamento delle ruote e migliorare la trazione, adattandosi alle condizioni del fondo stradale.
Le capacità massime di traino sono di 1361 kg per il 5 cilindri con cambio manuale, 2041 kg per il 5 cilindri con cambio automatico e 2722 kg per il V8 con cambio automatico. Il volume di carico del vano bagagli con i sedili della seconda fila in uso è di 0,71 m³ che possono essere ampliati fino a un massimo di 1,78 m³ quando i sedili posteriori vengono ripiegati.

## H3T
L'Hummer H3T è la versione pick up, disponibile solo nel biennio 2009-2010.
Tale variante è stata anticipata da un prototipo con cabina a due porte che è stato mostrato al Los Angeles Auto Show del 2004; la versione di produzione, che ha debuttato al Chicago Auto Show del 2008, ha adottato una cabina doppia a cinque posti e quattro porte.

## Attività sportiva
Robby Gordon ha partecipato al Rally Dakar 2010 con una H3 modificata con un telaio tubolare appositamente costruito per l'occasione, classificandosi ottavo assoluto.